# Nacional 1 (Marruecos)
La carretera Nacional 1, o Carretera Transmarroquí (N1), es una carretera nacional marroquí de 2354 km que enlaza el norte de Marruecos con el sur del Sáhara, partiendo del puerto de Tánger y finalizando en el puesto fronterizo de Guerguerat. Se trata de la única carretera asfaltada que, aún a día de hoy, enlaza el norte y el oeste de África.

## Descripción
Está totalmente asfaltada. Por el norte, termina en el puerto de Tánger, que hasta 2010 era el principal punto de entrada a Europa y a la Unión Europea, atravesando el estrecho de Gibraltar (hoy día el tráfico intercontinental se efectúa mayoritariamente a través del puerto de Tánger Med). Por el sur, al llegar al puesto marroquí de Guerguerat, se debe continuar por una pista de tierra de 3700 m, perteneciente a una zona neutral de frontera, antes de llegar al puesto fronterizo mauritano. A partir de allí, se retoma el asfalto y se puede continuar por carretera asfaltada hasta Nuadibú, Nuakchot e incluso Dakar.

## Tramo Puerto de Tánger-Circunvalación de Tánger (22 km)
Debe circularse por el casco urbano de la ciudad. En este tramo no hay alternativa de autopista; es un tramo urbano.

## Tramo Circunvalación de Tánger-Rabat (251 km)
Se ha construido una autopista de peaje en ese tramo, la A1, alternativa a la N1.

## Tramo Rabat-Casablanca (95 km)
Existe una autopista de peaje alternativa en este tramo, la A3.

## Tramo Casablanca-El Jadida (94 km)
La A5 recorre de forma alternativa a la N1 este tramo.

## Tramo El Jadida-Safi (130 km)
Dispone solamente de un carril por sentido y cruces a nivel. Está previsto su desdoblamiento en autopista de peaje en 2015.

## Tramo Safi-Agadir (292 km)
Está previsto su desdoblamiento a largo plazo, no hay fecha para la redacción del proyecto de autopista de peaje.

## Tramo Agadir-Antiguo puesto fronterizo de Tarfaya (578 km)
Se trata de un tramo peligroso; no existe autopista de peaje ni proyecto a largo plazo para desdoblar la carretera. Debe circularse con precaución.

## Tramo Antiguo puesto fronterizo de Tarfaya-Paso fronterizo de Guerguerat (892 km)

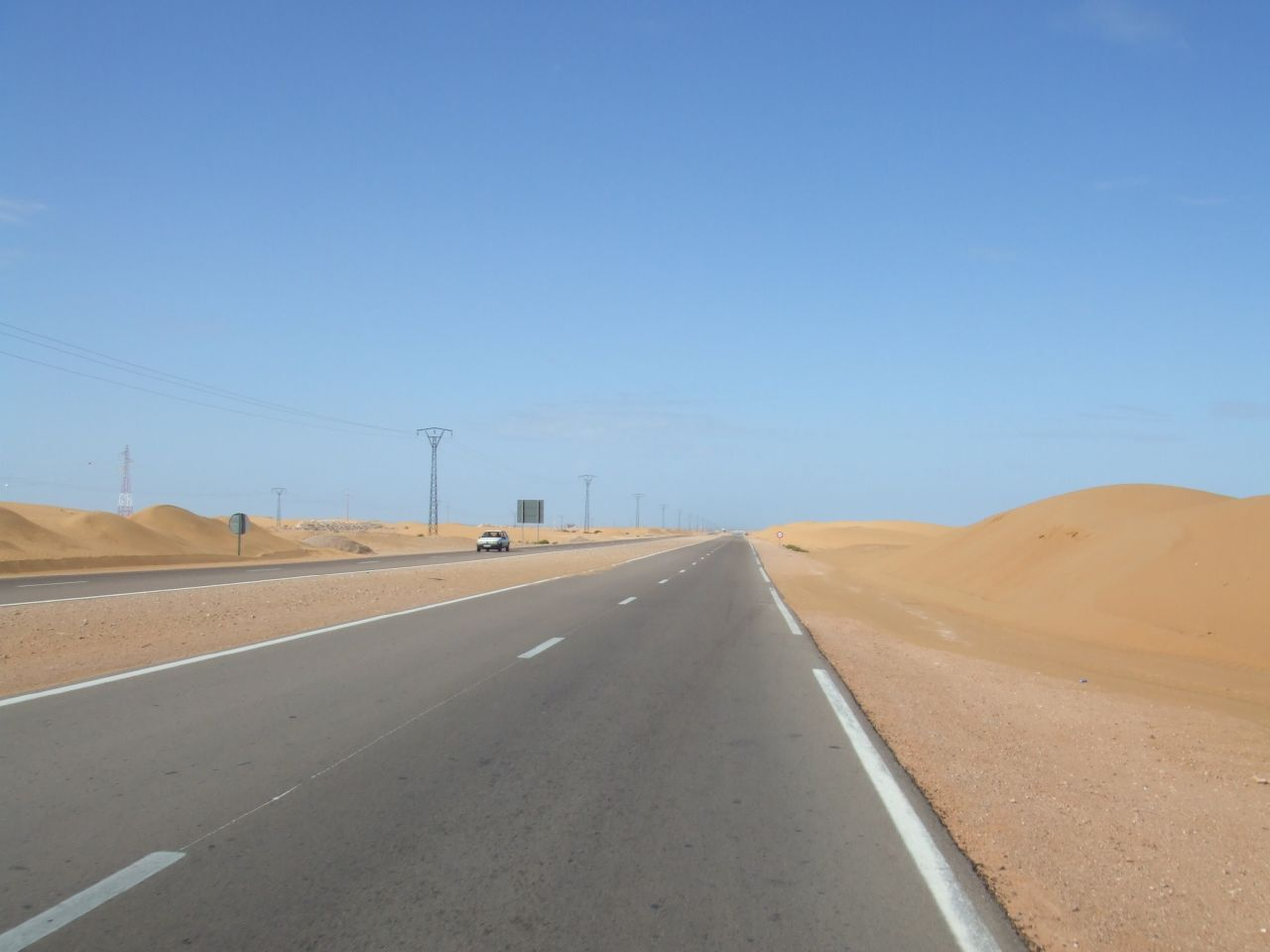
Ruta N1 entre El Aaiún y El Marsa (puerto de El Aaiún), en el Sahara Occidental

A partir de aquí, la carretera se adentra en el Sáhara Español, territorio sometido a ocupación militar desde 1975 y pendiente de descolonización. De hecho, se tiene poca información fiable sobre el tramo, dado que no deja de ser un territorio en conflicto. 
Se sabe, no obstante, que entre 2006 y 2009 se duplicó la calzada entre El Aaiún y El Marsa, con una inversión de 81,74 millones de dírham y manteniéndose los cruces a nivel. Además, hasta febrero de 2002, los civiles tenían terminantemente prohibido avanzar más allá de Villa Cisneros, debiendo recorrer el tramo restante hasta la frontera con Mauritania en convoy militar, en los horarios fijados por las autoridades militares marroquíes (solía ser dos veces por semana).

## Otras páginas de interés
- Tánger
- Sáhara Español
- Sáhara Occidental
- Guerguerat
- Bir Guendouz

- Datos: Q735201
- Multimedia: Road N1 (Morocco) / Q735201